# 남광토건
남광토건(영어: Namkwang Engineering & Construction Co., Ltd.) 대한민국의 건설기업이다. 2023년 기준 토건 시평액 5,685억 원으로 시공능력평가 62위이다.

## 역사
남광토건(주)의 전신은 1947년 7월 부산에서 설립된 남광토건사이다. 한국전쟁이 끝난 직후 전후복구사업으로 빠르게 성장했다. 1954년 8월 남광토건(주)으로 사명을 변경하였다. 1964년 1월 본사를 부산 중앙동에서 서울시 중구 수표동으로 이전하고, 사업영역을 건축과 토목, 플랜트 등으로 확대했다. 1966년 12월 전기공사업 면허를, 1968년 5월 일반공사업(도로포장) 면허를 취득했다. 1975년 요르단에 진출하여 암만 상수도 공사를 착공했다. 1976년 7월 사우디아라비아에 진출하고 카이바도르를 착공했으며, 12월에는 증권거래소에 주식을 상장하였다. 1976년 종합건설업 면허를 취득한 데 이어 1979년 7월 특수공사(철강재설치), 1980년 6월 해외종합건설 면허, 11월 전기공사업 1종면허를 취득하였다. 1977년 국내 도급시공능력 7위의 건설사로 성장했다. 1982년 6월 해외건설 10억불 탑을 수상했다. 같은 해 7월 이라크에 진출하여 키루쿡-하디다간 철도를 착공했다. 1986년 12월 쌍용그룹에 편입되었다. 1996년 2월 국내 업계로는 최초로 한강 하저터널을 준공하였다. 1998년 쌍용그룹의 구조조정 발표 이후 워크아웃(기업구조개선) 대상업체로 지정되었으나, 2002년 4월 건설업계 최초로 워크아웃을 졸업하였다. 2000년 3월 인터넷 전자상거래 등 E-비즈니스 사업에 참여하였으며, 2001년 3월 주택건설사업, 2003년 3월 사회간접자본 시설투자 및 운영업, 2008년 3월 플랜트 설계, 제작 및 보수운영업에도 참여하는 등 사업영역을 확대하였다. 2003년 2월 대한전문건설협회로부터 하도급 업체 보호육성에 관한 우수 업체로 지정되었고, 같은 해 4월 서울시 수자원 시설 분야에 우수건설업체로 지정되었다. 7월에는 쌍용그룹으로부터 계열분리되었다. 2004년 4월 중국 현지법인에 이어 같은 해 8월 미국법인을 설립하였다. 2005년 4월 아파트 브랜드 '하우스토리'를 발표하였다. 2007년 10월 대북사업에 진출하였다. 2008년 6월 대한전선 계열에 편입되었으며, 같은 해 10월 베트남 대표사무소, 2009년 1월 아부다비지사를 설립하였다. 2012년 8월 1일 기업회생절차 개시신청을 하였다. 2013년 1월 대한전선에서 계열분리되었다. 2016년 2월 4일 법원으로부터 회생절차종결 결정을 받았다.

## 기업정신
[VISION] 2030 10大 건설사
지식경영
- 남광인은 끊임없는 자기계발로 자신의 전문성을 높인다.
- 남광인은 변화를 주도하며 미래지향적인 창조적 사고를 갖는다.
- 남광인은 지식경영을 바탕으로 새로운 부가가치를 창출한다.

열린경영
- 남광인은 회사의 경영상황을 투명하고 공명정대하게 공개한다.
- 남광인은 고객, 주주, 이해관계자에게 열린마음으로 응대한다.
- 남광인은 법과 윤리를 준수하며, 깨끗한 조직문화를 조성한다.

인화단결
- 남광인은 열린 사고로 노사간 서로를 이해하며 존중한다.
- 남광인은 서로를 칭찬하며 격려하며 목표달성을 이루어 나간다.
- 남광인은 솔선수범과 동료사랑으로 한가족 공동체를 만들어 간다.

## 본점 및 지점 현황
- 본점: 경기도 용인시 기흥구 흥덕중앙로 120, 비122호
- 서울사무소: 서울특별시 마포구 마포대로 163, 9층 (공덕동)

## 브랜드
남광토건은 '하우스토리'라는 브랜드를 보유하고 있다.
- Brand Name : 독일어로 집을 뜻하는 "HAUS"와 영어로 이야기를 뜻하는 "STORY"를 합성한 조어로써 '자연친화적인 건축미학과 가족의 행복이 가득한 집이야기'라는 뜻
- Brand Value : HAPPY, HARMONY, HEALTH, CONVENIENT, BETTER, SAVING의 핵심컨셉 실현을 통해 자연에 더욱 가까이, 기술로 보다 편안한 주거공간을 실현
- Brand Slogan : 자연과 인간이 함께 공존하는, 설계부터 다른 아파트 하우스토리

## 사이트
- 남광토건 홈페이지
- 남광하우스토리 브랜드 홈페이지

## 수상경력
2019
- 한국토지주택공사 2019년 고객품질대상 우수상 수상

2018
- 한국토지주택공사 2018년 우수시공업체 선정

2017
- 한국토지주택공사 고객품질대상 장려상 수상

2015
- 한국토지주택공사 2015년 우수시공업체 선정

2013
- 국토교통부 표창 / 팔탄북부우회도로

2010
- 한국토지주택공사 우수시공업체 선정(영암주공아파트)

2008
- 경기도시장 표창 / 수원 오목천 하우스토리
- 대통령포장 및 건설교통부장관 표창 / 무안-광주 1공구
- 대한주택공사 2008년 우수시공업체
- 건설의 날 대통령상

2007
- 한국철도도시공단 표창 / 장항선 1-2공구
- 산업안전경영대상
- 산재예방유공 노동부장관 표창 / 중앙선 11공구
- 서울지방국토관리처장 표창 / 경의선 4공구
- 한국경제 한경주거문화대상 웰빙아파트 대상
- 헤럴드경제 그린주거문화대상 남북건설협력 특별상
- 건설교통부장관상 / 토목건축 부문 이동철 대표
- 매일경제 제3회 토목·건축기술대상 / 토목기술인대상 이동철 대표
- 한국철도도시공단 이사장상 / 중앙선 11공구
- 주택공사 격려상 / 성남 도촌 주공아파트
- 건설교통부장관 표창 / 장항-군산

2006
- 건설교통부장관상 / 추부-대전
- 중앙광고대상 최우수상 / 광진 하우스토리

2005
- 우수건설업자 지정서(농업기반공사)
- 우수건설업자 지정서(도로 및 교통시설 분야) (광주광역시장)
- 우수건설업자 지정서(금마-연무대) (익산지방국토관리청)
- 광주광역시장 표창장(지역체육 진흥)
- 전라남도 표창장(전남건설 발전 공헌)

2003
- 서울특별시 우수시공업체 선정 / 대현산 배수지

2002
- 품질관리 우수현장 선정 / 대구-포항 1공구

2001
- 한국통신 우수시공업체 선정(사상 통신구 현장)
- 한국도로공사 환경관리 우수현장 선정 / 영주-제천 10공구
- 서울시장상 / 서울지하철 6호선 준공 공로
- 대통령 표창 / 서울지하철 6호선 준공 공로
- 노동부장관 표창 / 보라리 쌍용스윗닷홈 현장 안전관리 공로

1999
- 철탑산업훈장 및 국무총리상 / 중앙고속도로 건설 공로
- 대통령상(산업포상) / 웅포대교 준공 공로
- ‘1999년 소비자 주권대상’ 아파트 부문 대상

1998
- 한국도로공사 안전관리 부문 우수현장 선정

1997
- 안전보건관리 초일류기업 인증(노동부)
- 제23회 전국품질분임조 경진대회 대통령상

1992
- 대통령상 / 부산 제2도시고속도로 건설 공로

1986
- 국무총리상 / 호남고속도로 건설 공로

1985
- 대통령상(산업포상) / 동호대교 건설 공로

1982
- 해외건설 10억불 탑

## 역대임원
회장
- 차종철 (2005~2010)

대표이사 회장
- 배정일 (1978~1984)
- 장지환 (1997)

부회장
- 김성균 (2005~2010)

대표이사 부회장
- 배영준 (1981~1984)
- 김종오 (2017~2019)

대표이사 사장
- 배정일 (1954~1978)
- 김웅세 (1978~1984)
- 배영준 (1978~1981/1984)
- 배진호 (1984~1985)
- 진성섭 (1985~1991)
- 이영선 (1992~1996)
- 이범익 (2000~2003)
- 이희헌 (2003~2004)
- 송시권 (2005~2006)
- 이동철 (2006~2012)
- 최장식 (2012~2016)
- 허철영 (2016~2017)
- 김근영 (2019~2020)
- 임민규 (2021~)

대표이사 부사장
- 이세선 (1985)
- 박병종 (1997~1998)
- 이범익 (1998~1999)
- 이동철 (2005~2006)

대표이사 상무
- 이동철 (2004~2005)
- 강호치 (2012)